# Tottenham Hale (metropolitana di Londra)
Tottenham Hale è una stazione della linea Victoria della metropolitana di Londra.

## Storia
La fermata di Tottenham Hale è stata aperta a settembre del 1968, e in quell'occasione la stazione ferroviaria che sorge in corrispondenza ha acquisito il nome definitivo di Tottenham Hale (in precedenza era "Tottenham").

### Progetti
La Transport for London ha un piano di espansione della stazione che comprende la realizzazione di una nuova entrata, il raddoppio della biglietteria, la costruzione di nuovi accessi ai binari, il prolungamento del ponte esistente per creare una nuova entrata dal paese di Hale e l'apertura di nuovi spazi commerciali. A febbraio 2013 il gruppo non profit London First, guidato dall'ex Segretario di Stato per i Trasporti Adonis, ha confermato la proposta della TFL sulla tratta della Crossrail2 passante per Tottenham Hale: questa proposta comprende il rinnovo 4 binari a Tottenham Hale per permettere collegamenti diretti con l'area sud-est di Londra.

## Strutture e impianti
La stazione rientra nella Travelcard Zone 3.

## Interscambi

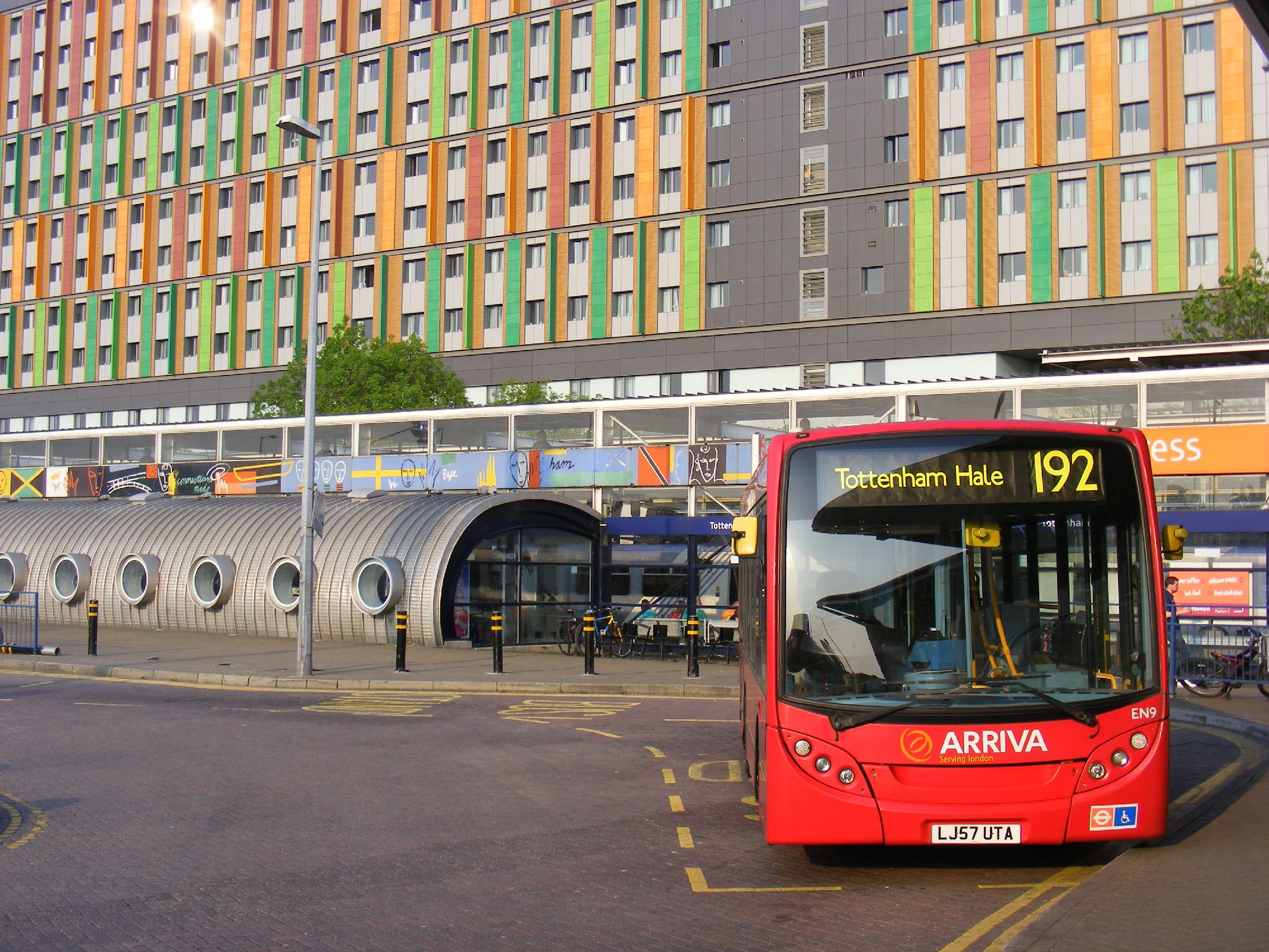
Stazione di Tottenham Hale: il bus 192, sul lato di Hale Village

La fermata costituisce un importante interscambio con la stazione ferroviaria omonima.
Nelle vicinanze della stazione effettuano fermata numerose linee urbane automobilistiche, gestite da London Buses.
- Stazione ferroviaria (Tottenham Hale, linee nazionali)
- Fermata autobus

## Galleria d'immagini

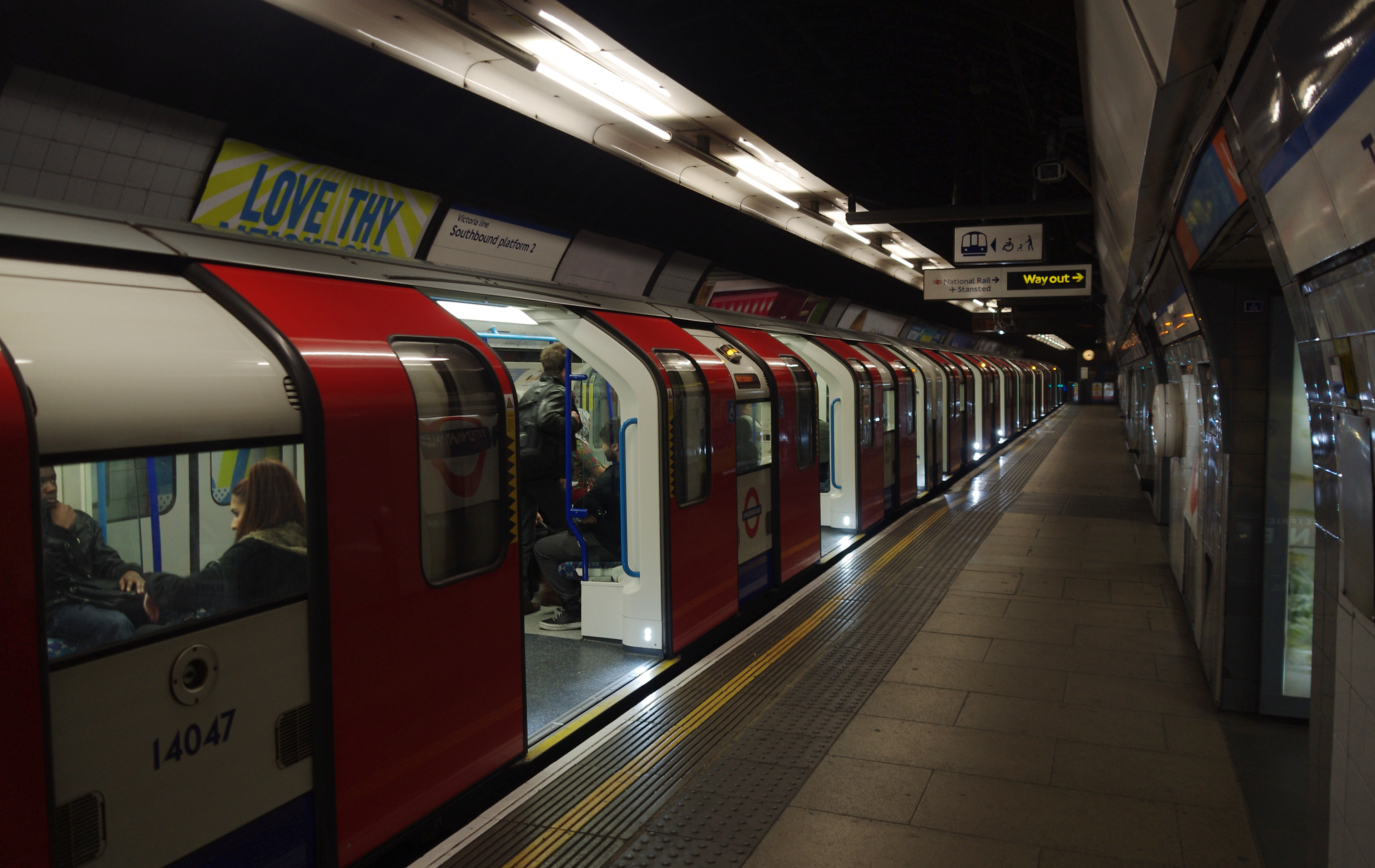
La stazione della metropolitana - il binario sud
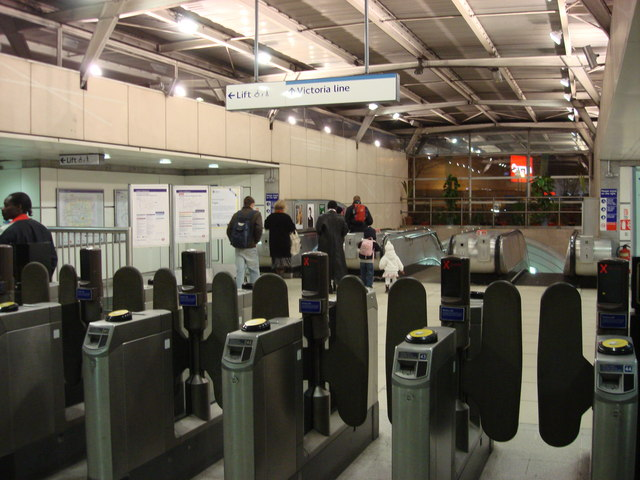
La stazione della metropolitana - biglietteria